# Les Binks
James Leslie Binks (Portadown, Irlanda del Norte, 5 de abril de 1947–15 de marzo de 2025) fue un músico norirlandés, conocido mundialmente como baterista de la banda británica de heavy metal Judas Priest entre los años 1977 a 1979. Luego de su salida del grupo trabajó en agrupaciones como Axis Point, Lionheart y Tytan, y, en los últimos tiempos, colaboró en ocasiones en el grupo irlandés de folk Faintin' Goats.

## Carrera
Inició su carrera en 1974 como músico de sesión en el álbum The Butterfly Ball and the Grasshopper's Feast del bajista de Deep Purple, Roger Glover. En ese mismo año ingresó al grupo inglés Fancy, donde participó en la grabación de los discos Wild Thing y Something to Remember.
En marzo de 1977 ingresó a Judas Priest gracias a la intervención de Glover, que fue el coproductor de Sin After Sin. Junto a los ingleses grabó los álbumes Stained Class y Killing Machine de 1978, y el directo Unleashed in the East de 1979. En julio de ese mismo año y durante la gira promocional Killing Machine Tour, renunció a la banda en buenos términos siendo reemplazado por Dave Holland. Cabe mencionar que durante su paso por la banda escribió el riff principal de la canción «Beyond the Realms of Death», que se convirtió en su única colaboración como compositor en algún tema del grupo.
Tras su salida de Judas Priest fue invitado por el guitarrista Charlie Whitney a unirse a Axis Point, en la que participó en sus únicas producciones. Para 1981 ingresó a Lionheart, banda que también estaban varios músicos de grupos de la Nueva ola del heavy metal británico como Dennis Stratton (ex Iron Maiden) y Jess Cox (ex Tygers of Pan Tang). Sin embargo permaneció en la agrupación solo por ese año, ya que al año siguiente y hasta 1983 participó en Tytan.
Durante muchos años estuvo alejado de la escena musical, siendo sus únicas apariciones públicas algunos conciertos con la banda The Shackers. Actualmente colabora de manera esporádica en la banda de folk Faintin' Goats.
Binks falleció el 15 de marzo de 2025 pero la nota de su fallecimiento se hace oficial el día 14 de abril de 2025.

## Discografía
| - 1974: The Butterfly Ball and the Grasshopper's Feast - 1974: Wild Thing - 1975: Something to Remember - 1978: Stained Class - 1978: Killing Machine - 1979: Unleashed in the East (en directo) | - 1979: Axis Point - 1980: Boast of the Town - 1982: Blind Men and Fools (sencillo) |